# Веслування на байдарках і каное на літніх Олімпійських іграх 2008
Змагання з веслування на байдарках і каное на літніх Олімпійських іграх 2008 проходили з 11 по 23 серпня в Олімпійському аквапарку Шуньї в Пекіні.
Петер Гохшорнер і Павол Гохшорнер зі Словаччини стали першими слаломістами, які виграли три олімпійські золоті медалі.
Цю слаломну трасу зазвичай вважають дуже складною, навіть за олімпійськими стандартами.

## Медалі

### Слалом
| Дисципліни                  | Золото                                            | Срібло                                     | Бронза                                        |
| --------------------------- | ------------------------------------------------- | ------------------------------------------ | --------------------------------------------- |
| Каное-одиночки, чоловіки    | Міхал Мартікан · Словаччина                       | Дейвід Флоуренс · Велика Британія          | Робін Белл · Австралія                        |
| Каное-двійки, чоловіки      | Павол Гохшорнер · та Петер Гохшорнер · Словаччина | Ондржей Штепанек · та Ярослав Волф · Чехія | Михайло Кузнецов · та Дмитро Ларіонов · Росія |
| Байдарки-одиночки, чоловіки | Александер Грімм · Німеччина                      | Фаб'ян Лефевр · Франція                    | Бенжамен Букпеті · Того                       |
| Байдарки-одиночки, жінки    | Елена Каліська · Словаччина                       | Джеклін Лоренс · Австралія                 | Фіолетта Облінґер-Петерс · Австрія            |

### Спринтерські гонки
Чоловіки
| Дисципліни                | Золото                                                                          | Срібло                                                                   | Бронза                                                                          |
| ------------------------- | ------------------------------------------------------------------------------- | ------------------------------------------------------------------------ | ------------------------------------------------------------------------------- |
| Каное-одиночки, 500 м     | Максим Опалєв · Росія                                                           | Давид Кал · Іспанія                                                      | Юрій Чебан · Україна                                                            |
| Каное-одиночки, 1000 м    | Аттіла Вайда · Угорщина                                                         | Давид Кал · Іспанія                                                      | Thomas Hall · Канада                                                            |
| Каное-двійки, 500 м       | Мен Гуаньлян · та Ян Веньцзюнь · Китай                                          | Сергій Улегін · та Олександр Костоглод · Росія                           | Крістіан Ґілле · та Томаш Виленцек · Німеччина                                  |
| Каное-двійки, 1000 м      | Богданович Андрій Вікторович · та Олександр Богданович · Білорусь               | Крістіан Ґілле · та Томаш Виленцек · Німеччина                           | Козманн Дьйордь · та Кіш Тамаш · Угорщина                                       |
| Байдарки-одиночки, 500 м  | Кен Воллес · Австралія                                                          | Адам ван Коверден · Канада                                               | Тім Брабантс · Велика Британія                                                  |
| Байдарки-одиночки, 1000 м | Тім Брабантс · Велика Британія                                                  | Ейрік Верос Ларсен · Норвегія                                            | Ken Wallace · Австралія                                                         |
| Байдарки-двійки, 500 м    | Саул Кравіотто · та Карлос Перес · Іспанія                                      | Рональд Рауге · та Тім Віскеттер · Німеччина                             | Роман Петрушенко · та Вадим Махньов · Білорусь                                  |
| Байдарки-двійки, 1000 м   | Андреас Іле · та Мартін Голлштейн · Німеччина                                   | Кім Кнудсен · та Рене Поульсен · Данія                                   | Андреа Факкін · та Антоніо Скадуто · Італія                                     |
| Байдарки-четвірки, 1000 м | Білорусь (BLR) Роман Петрушенко Олексій Абалмасов Артур Литвинчук Вадим Махньов | Словаччина (SVK) Ріхард Рісздорфер Міхал Рісздорфер Ерік Влчек Юрай Тарр | Німеччина (GER) Луц Альтерпост Норман Бреккль Торстен Еккбретт Б'єрн Ґольдшмідт |

Жінки
| Дисципліни               | Золото                                                                            | Срібло                                                               | Бронза                                                              |
| ------------------------ | --------------------------------------------------------------------------------- | -------------------------------------------------------------------- | ------------------------------------------------------------------- |
| Байдарки-одиночки, 500 м | Інна Осипенко · Україна                                                           | Йозефа Ідем · Італія                                                 | Катрін Вагнер-Аугустін · Німеччина                                  |
| Байдарки-двійки, 500 м   | Каталін Ковач · та Наташа Янич · Угорщина                                         | Беата Міколайчик · та Анета Конєчна · Польща                         | Марі Делаттр · та Анн-Лор Віяр · Франція                            |
| Байдарки-четвірки, 500 м | Німеччина (GER) Фанні Фішер Ніколь Рейнгардт Катрін Вагнер-Аугустін Конні Вассмут | Угорщина (HUN) Каталін Ковач Габріелла Сабо Данута Козак Наташа Янич | Австралія (AUS) Ліза Олденгоф Ганна Девіс Чентел Мік Ліндсі Фогарті |

### Медальний залік
| Місце | Країна                | Золото | Срібло | Бронза | Загалом |
| ----- | --------------------- | ------ | ------ | ------ | ------- |
| 1     | Німеччина (GER)       | 3      | 2      | 3      | 8       |
| 2     | Словаччина (SVK)      | 3      | 1      | 0      | 4       |
| 3     | Угорщина (HUN)        | 2      | 1      | 1      | 4       |
| 4     | Білорусь (BLR)        | 2      | 0      | 1      | 3       |
| 5     | Іспанія (ESP)         | 1      | 2      | 0      | 3       |
| 6     | Австралія (AUS)       | 1      | 1      | 3      | 5       |
| 7     | Велика Британія (GBR) | 1      | 1      | 1      | 3       |
| 7     | Росія (RUS)           | 1      | 1      | 1      | 3       |
| 9     | Україна (UKR)         | 1      | 0      | 1      | 2       |
| 10    | Китай (CHN)           | 1      | 0      | 0      | 1       |
| 11    | Канада (CAN)          | 0      | 1      | 1      | 2       |
| 11    | Франція (FRA)         | 0      | 1      | 1      | 2       |
| 11    | Італія (ITA)          | 0      | 1      | 1      | 2       |
| 14    | Чехія (CZE)           | 0      | 1      | 0      | 1       |
| 14    | Данія (DEN)           | 0      | 1      | 0      | 1       |
| 14    | Норвегія (NOR)        | 0      | 1      | 0      | 1       |
| 14    | Польща (POL)          | 0      | 1      | 0      | 1       |
| 18    | Австрія (AUT)         | 0      | 0      | 1      | 1       |
| 18    | Того (TOG)            | 0      | 0      | 1      | 1       |
| Total | Total                 | 16     | 16     | 16     | 48      |